# César Alexander Quintero Jiménez
César Alexander Quintero Jiménez (Medellín, 9 novembre 1988) è un calciatore colombiano, centrocampista svincolato.

## Carriera
Ha giocato nella massima serie dei campionati ungherese e colombiano.

## Palmarès

### Club

#### Competizioni nazionali
- Campionato colombiano: 1

Independiente Medellín: 2009-II